# Charnay (Rodan)

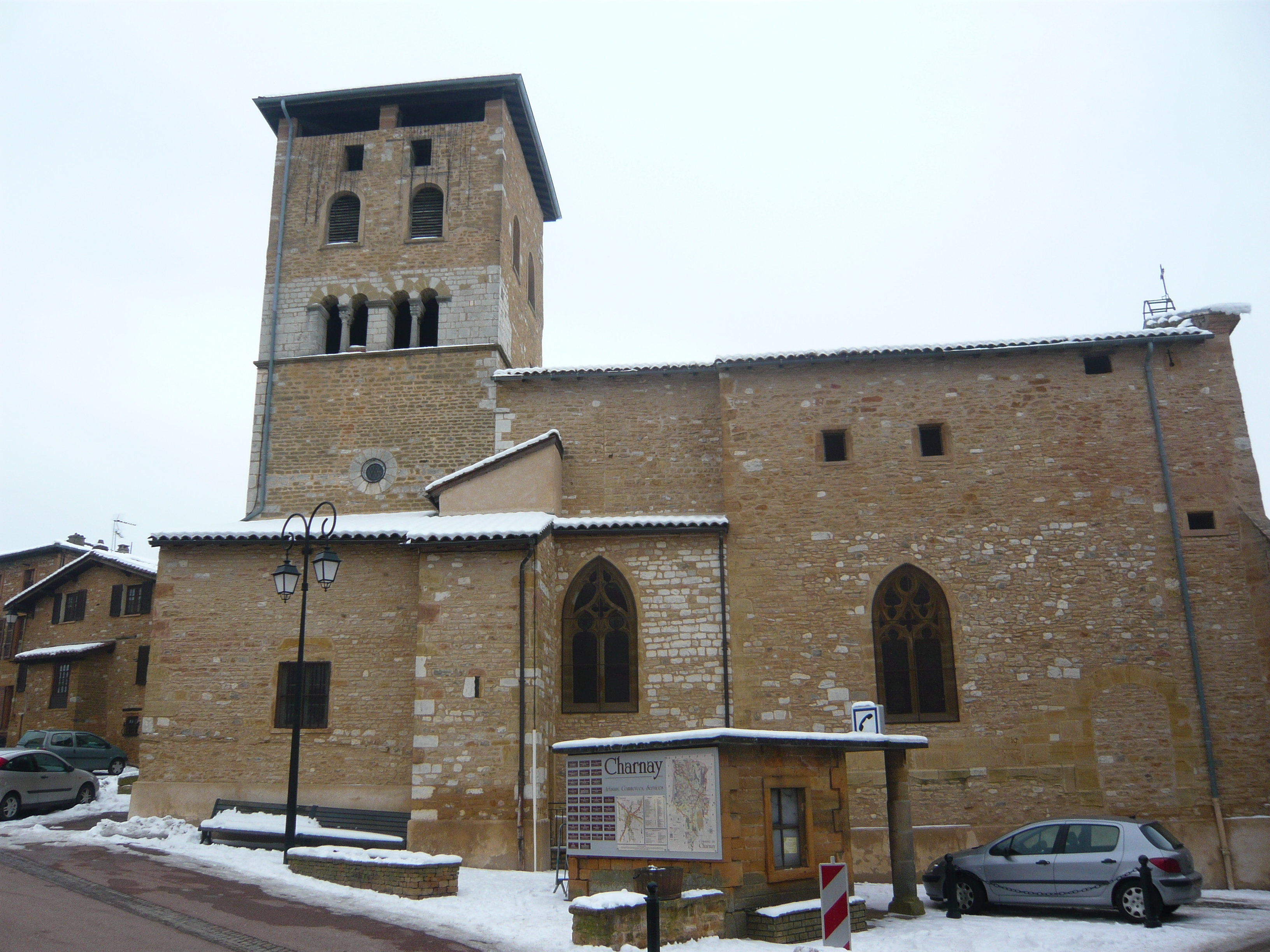
Kościół w Charnay, 2010

Charnay – miejscowość i gmina we Francji, w regionie Owernia-Rodan-Alpy, w departamencie Rodan.
Według danych na rok 1990 gminę zamieszkiwało 775 osób, a gęstość zaludnienia wynosiła 110 osób/km² (wśród 2880 gmin regionu Rodan-Alpy Charnay plasuje się na 924. miejscu pod względem liczby ludności, natomiast pod względem powierzchni na miejscu 1354.).